# Paraparlagena ifanadiana
Paraparlagena ifanadiana är en insektsart som beskrevs av Mamet 1959. Paraparlagena ifanadiana ingår i släktet Paraparlagena och familjen pansarsköldlöss.
Artens utbredningsområde är Madagaskar. Inga underarter finns listade i Catalogue of Life.